# Gemma Galganiová
Maria Gemma Umberta Pia Galgani (12. března 1878 – 11. dubna 1903 Lucca) byla italská mystička uctívaná římskokatolickou církví jako svatá od roku 1940. Bývá nazývaná "dcerou umučení" pro své hluboké napodobení Kristova utrpení. Zvláště uctívaná je v kongregaci Společenství utrpení Ježíše Krista (passionistů). 

## Mládí
Gemma Galgani se narodila 12. března 1878 ve vesničce Camigliano v provinčním městě Capannori jako pátá z osmi dětí a první dcera prosperujícho lékárníka Enrica Galganiho. Pokřtěna byla o den později v místním farním kostele svatého archanděla Michaela. Jméno Gemma (v překladu drahokam, vzácný klenot) jí vybral její strýc. Gemmina Matka, Aurelia Galgani, ovšem měla o výběru jména pochybnosti, protože žádná světice s tímto jménem nebyla a tak by její dcera neměla v nebi žádnou přímluvkyni. Farář z blízké farnosti se jí snažil uklidnit slovy: „Drahokamy jsou v ráji. Doufejme, že i toto dítě bude jedním z Drahokamů ráje."
Aby mohli děti dosáhnout lepšího vzdělání a výchovy, odstěhovala se rodina asi měsíc po Gemmině narození do toskánského města Lucca. Když bylo Gemmě dva a půl roku, její matka se nakazila tuberkulózou. Kvůli tomu byla Gemma spolu se svými sourozenci umístěna do soukromé polointernátní školy, kterou vedli Elena a Ersilia Vallini, kterou navštěvovala dalších pět let.
Dne 26. května 1885 přijala Gemma v kostele Svatého Michaela na fóru svátost biřmování. Tam údajně uslyšela vnitřní hlas, který se jí zeptal: „Jsi ochotná dát mi svou matku? Dáš mi ji ráda?"  na což Gemma odpověděla kladně. Následující dva měsíce byla s matkou v nepřetržitém kontaktu. Aby se Gemma nenakazila, poslal ji otec raději k jednomu příbuznému do San Gennara. Gemmina matka zemřela 19. září 1886 po pěti letech boje s tuberkulózou. Domů se Gemma vrátila až na Vánoce 1886.

## Vzdělání
V roce 1887 nastoupila do polointernátní školy vedené Oblátkami ducha svatého, které založila sv. Elena Guerra. Tuto školu ve své autobiografii později popisuje jako nebe. Ve škole byla velmi pilná a dosahovala výborných výsledků. Nejvíce vynikala ve francouzštině, aritmetice a hudbě. V červnu tohoto roku ji bylo povoleno přistoupit k prvnímu svatému přijímání na které se patnáct dní předtím připravovala v klášteře. Tento den nazývala nejšťastnějším dnem svého života a každoročně si ho připomínala.  
Gemma byla velmi oblíbená jak mezi učiteli, tak i žáky. I přes svou vrozenou temperamentní povahu byla pečlivá, milá a upřímná. Ve školním roce 1893/1894 získala Velkou zlatou cenu za náboženské vědomosti. Před ukončením studia však musela kvůli chronickým zdravotním potížím školu opustit.

## Dospělost
V září 1894 zemřel na tuberkulózu Gemmin nejoblíbenější bratr Gino. Gemma a její bratr sdíleli zájem o náboženské záležitosti; v době své smrti Gino studoval v kněžském semináři. Krátce po bratrově smrti onemocněla zánětem mozkových blan a byla tak na tři měsíce upoutána na lůžko. Své mimořádné vyléčení z této nemoci připisovala Nejsvětějšímu Srdci Ježíšovu na přímluvu svatého Gabriela Possenti od Panny Marie Bolestné a svaté Markéty Marie Alacoque. I když se z nemoci uzdravila, zůstala otřesená a slabá. 
O tři roky později zemřel i Gemmini otec. Gemma tak byla zodpovědná za výchovu svých sedmi mladších sourozenců, což dělala se svou tetou Carolinou. Když někteří její sourozenci stárli natolik, aby nesli odpovědnost, Gemma šla krátce žít k vdané tetě. Odmítla dvě nabídky k sňatku, protože chtěla zůstat v tichu a věnovat se modlitbě. V této době se stala hospodyní u rodiny Giannini.
Matteo Gianini byl lékárníkem z Luccy, kolegou Gemina otce. Patřil k těm, kdo se staral o Gemmu a její sourozence, po smrti jejich otce, kdy rodina upadla do bídy. Později se Gemma starala o jeho osm dětí a vypomáhala v jeho domácnosti. Gemma chtěla vstoupit do řádu k sestrám pasionisstkám, to však nebylo možné, proto uvítala příležitost žít v nové rodině. Pro její chatrné zdraví však nemohla příliš doma pomáhat.

## Mysticismus
Podle biografie napsané jejím duchovním Germanem Ruoppolou  se u Gemmy dne 8. června 1899 ve věku jednadvaceti let objevily známky stigmat. Uvedla, že mluvila se svým strážným andělem, Ježíšem, Pannou Marií a dalšími svatými – zejména s Gabrielem Bolestné Panny Marie. Podle jejích svědectví od nich někdy dostávala zvláštní zprávy o současných nebo budoucích událostech. Se zhoršujícím se zdravím ji Ruoppolo nařídil, aby se modlila za zmizení stigmat; udělala tak a známky přestaly. Řekla, že často odolávala ďáblovým útokům.
Gemma byla často nalezena v extatickém stavu. Měla schopnost levitace. Údajně když jednou objala ruce kolem kříže v jídelně, zjistila, že se vznáší nad podlahou.

## Stigmata
Poprvé se u Gemmy objevila stigmata dne 8. června 1899, v předvečer svátku Nejsvětějšího Srdce. Píše:
"Cítila jsem vnitřní zármutek za své hříchy, ale tak intenzivní, že jsem už nikdy podobný necítila ... Moje vůle mě přiměla všechny je nenávidět a slíbit, že za ně budu trpět jako odpuštění. Pak se myšlenky ve mně hustě tlačily a byly to myšlenky na smutek, lásku, strach, naději a útěchu."
V následném vytržení uviděla Gemma svého strážného anděla ve společnosti Panny Marie:
"Panna Maria otevřela svůj plášť a přikryla mě ním. Právě v tu chvíli se objevil Ježíš s otevřenými ranami; krev z nich netekla, ale plameny ohně, které v jednom okamžiku přišly a dotkly se mých rukou, nohou a srdce. Cítila jsem, že umírám, a měla jsem spadnout, ale pro svou matku (Pannu Marii), která mě podporovala a držela pod svým pláštěm. Zůstala jsem tedy několik hodin. Potom mě matka políbila na čelo, vidění zmizelo a já jsem se ocitla na kolenou; ale stále jsem měla ostré bolesti v rukou, nohou a srdci. Vstala jsem, abych se dostala do postele, a viděla, že z míst, kde jsem měla bolesti, tekla krev. Přikryla jsem je, jak jsem mohla, a pak jsem se s pomocí svého anděla strážného dostala do postele."

## Ohlas
Gemma byla v okolí Luccy před svou smrtí dobře známá, zejména mezi chudými. Názory na ni byly rozdílné. Někteří lidé obdivovali její mimořádné ctnosti a ze zbožné úcty a obdivu ji označovali jako Pannu z Luccy, která zesnula v pověsti svatosti. 
Jiní se jí vysmívali (včetně její mladší sestry Angeliny, která si zřejmě během takových zážitků zvykla z ní dělat legraci) a během kanonizačního procesu Gemmy byla považována za „nezpůsobilou“ svědčit kvůli obviněním ze snahy těžit z Gemminy pověsti.

## Smrt, kanonizace
Začátkem roku 1903 byla Gemmě diagnostikována tuberkulóza a upadla do dlouhého a často bolestivého období doprovázeného několika mystickými jevy. Jedna z řeholních ošetřujících sester, která byla svědkem takového jevu uvedla: „Starali jsme se o mnoho dobrých nemocných lidí, ale nikdy jsme nic takového neviděli.“ Na začátku Svatého týdne 1903 se její zdravotní stav rychle zhoršil a na Velký pátek velmi trpěla a 11. dubna 1903, na Velkou sobotu, umírala v malé místnosti naproti domu Giannini. Po důkladném prozkoumání jejího života církví byla dne 14. května 1933 blahořečená a dne 2. května 1940 prohlášená za svatou. Gemminy relikvie jsou uloženy ve svatyni Santa Gemma spojené s passionistickým klášterem v italské Lucce. Od roku 1985 je její srdce umístěno v Santuario de Santa Gema ve španělském Madridu. Zpovědník Gemmy Galgani, Germano Ruoppolo, který ji významně ovlivnil, o ní později napsal knihu.

## Patronáty
Je patronkou studentstva, lidí trpících bolestí zad, sirotků a těch, kdo ztratili rodiče, trpících pokušeními (zvláště proti čistotě), lékárníků a lékárnic, nemocných tuberkulózou, lidí trpících migrénami a těch, kteří hledají hlubší duchovní život. Je označována také jako svatá proti samotě.
Bývá také jednou z nejčastějších světic vzývaných při exorcismu. Podle svědectví obsaženého v knize The Rite – The Making of an Exorcist měl démon během exorcismu zvolat „the one in black… is here, the jinx“ (v překladu ta v černém...je tady, to prokletí).

## Kontroverze
Lékař Pietro Pfanner, který znal svatou Gemmu od dětství, zkoumal její tvrzení o stigmatech. Pozoroval hysterické chování a měl podezření, že mohla trpět formou neurózy. Pfanner prozkoumal Gemmu a všiml si skvrn krve na dlaních jejích rukou, ale když nařídil otřít krev vlhkým ručníkem, nenašel žádné rány. Došel k závěru, že si tento jev způsobila sama. Při jiné příležitosti tvrdila totéž Cecilia Giannini, která pozorovala šicí jehlu na podlaze vedle ní.

## Fotogalerie

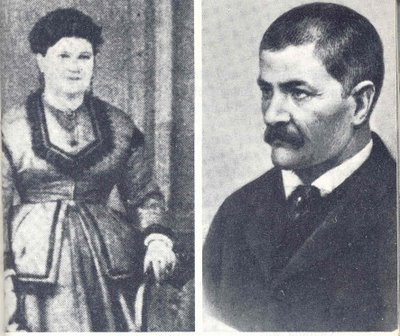
Aurelia a Enrico Galgani, rodiče Gemmy
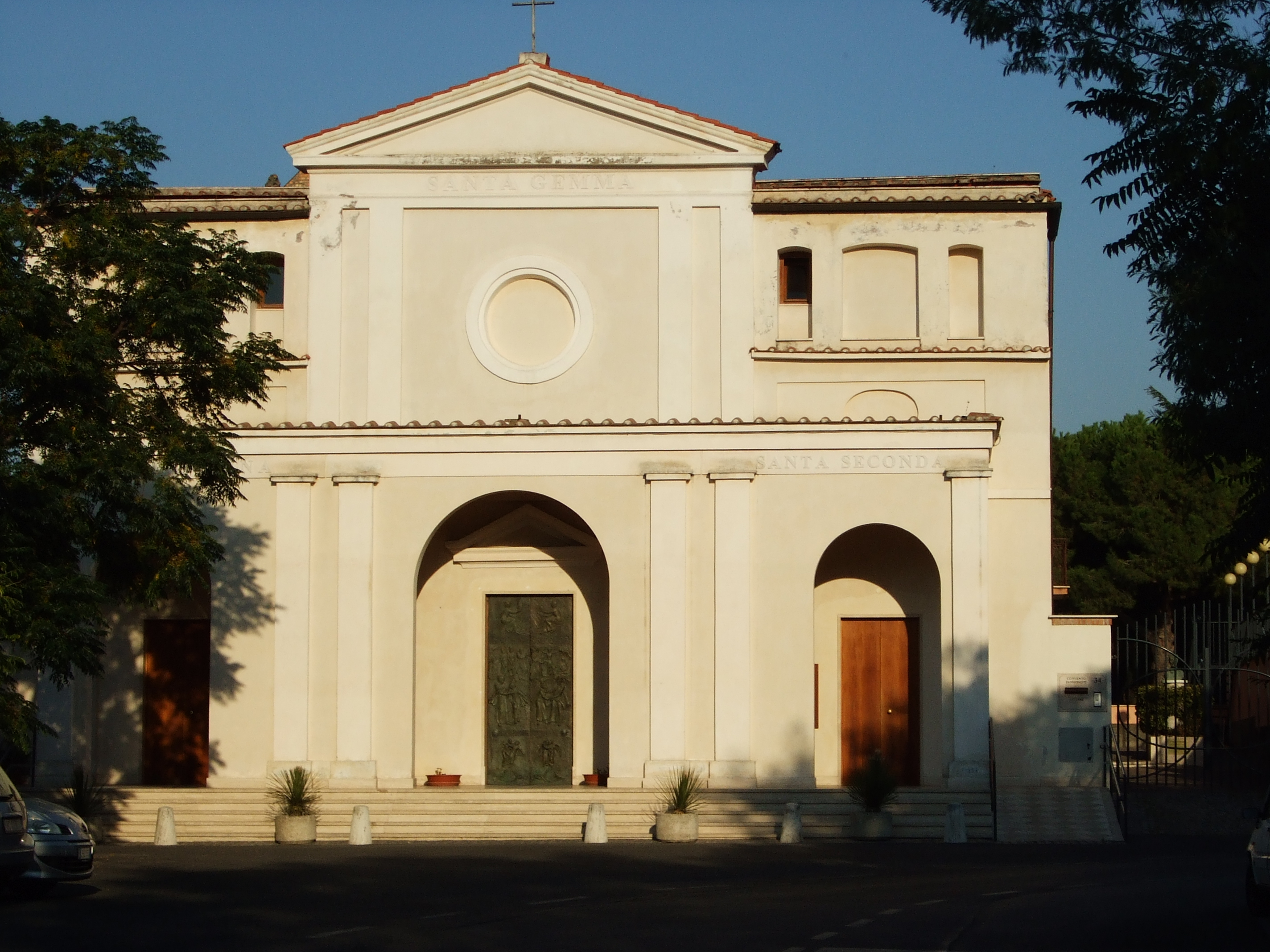
kostel sv. Gemmy Galgani v Římě